# S-125
Pour les articles homonymes, voir Goa (homonymie).
Le S-125 Neva/Petchora (terminologie OTAN : SA-3 Goa) est un missile sol-air de fabrication soviétique. Il a été conçu afin de pallier les manques du SA-2, en opérant à plus basse altitude, à des vitesses moindres, et avec un système plus efficace face aux dispositifs de contre-mesure électronique. C'est un missile radiocommandé qui utilise un propulseur à propergol solide. 

## Historique
Il a été mis en service en 1961, largement exporté, et a été utilisé au cours de nombreux conflits de par le monde, durant la guerre du Kippour, au cours des guerres civiles d'Angola, les guerres de Yougoslavie, d'Irak, de Syrie et au Nagorno-Karabakh. 
L'un d'eux, utilisé par l'armée de Yougoslavie, a abattu un avion furtif américain F-117, le 27 mars 1999, pendant la guerre du Kosovo.
L'armée polonaise emploie le S-125 Newa-SC depuis 1992 (SC pour contrôle digital), 17 sont en service en juin 2022. Le lance-missiles est installé sur un châssis du char de dépannage WZT-1, une version du T-54, et l'électronique analogique est remplacée par l'électronique numérique lors de modernisations entre 1996 et 2012.
L'Ukraine remet en fonction des S-125 en août 2020 et livre à la Turquie des versions modernisées S-125-2D à partir d'octobre 2020. Début décembre 2022, des photos de Newa-SC polonais donnés à l'Ukraine à la suite de l'invasion de l'Ukraine par la Russie apparaissent.